# シガチョフ事件
シガチョフ事件（）は、ドミトリー・シガチョフ (Дмитрий Сигачёв) を主犯とするオウム真理教のロシア人信者による教祖麻原彰晃（松本智津夫）奪還を目的としたテロ未遂事件である。2000年7月の沖縄サミット直前に東京、青森、札幌の三都市にある幼稚園や橋など公共施設での爆弾テロが計画されていたが、日露当局者の協力により未遂に終わった。

## ロシアにおけるオウム真理教
1991年、オウム真理教教祖麻原彰晃が、ロシアを初訪問した。モスクワにおいて麻原は、当時ロシア副大統領だったアレクサンドル・ウラージミロヴィッチ・ルツコイやヴィクトル・チェルノムイルジン、ユーリ・ルシコフ等ロシア政界の上層部と接触。翌年には後に安全保障会議書記となるオレグ・ロボフが来日し麻原から資金援助の申し出を受けるなど、オウムのロシア進出に拍車がかかった。
ロシアの声やラジオマヤークによるラジオ放送が流され、「キーレーン」というオーケストラが組織された。日本からロシアの特殊部隊施設での射撃訓練ツアーがオウム関連の旅行会社によって主催されたり、他にもロシアからヘリコプターなどの軍事物資が輸入されている。更に麻原は、ロシアに数か所の支部を開設。ソビエト連邦の崩壊後に精神的支柱が揺らいでいた当時、ロシアの多くの若者がオウム真理教に惹きつけられた。その中には、1993年に入信したドミトリー・シガチョフもいた。
1993年までに、ロシアでは、かなり強力な組織が形成された。その構成員は、説法集を読むことで修行していたが、その中には、軍事科学を研究する個別の戦闘グループも存在した。同年、麻原は再びロシアを訪問した。この時、シガチョフは、麻原によって個人的にサマナ（出家修行者）に昇格させられた。
しかし、地下鉄サリン事件は、教団とその信者が危険であることを全世界に示した。日本では、麻原ら主要幹部が逮捕され、多くの国でこの運動は禁止された。ロシアでも、1995年4月18日付モスクワ・オスタンキノ地区自治体間裁判所の決定により、オウム真理教は禁止された。しかし、教団が禁止されたにもかかわらず、その多くの構成員は教祖を信仰し続け、さらに互いに交流を続けてさまざまな計画を生み出した。

## 対日テロ計画

### テロ・グループの誕生
シガチョフはオウム真理教の信者であったが、ロシア担当者大内利裕が1995年のオウム事件後に脱麻原路線をとったことに反発し独立グループをつくった。 麻原逮捕後、シガチョフには「尊師がいなければ、オウムの思想、そして全人類が早期に滅亡する」との妄想が生まれた。この妄想は徐々に麻原解放の構想へと変わり、彼は自分の見解をインターネットのサイトで詳細に叙述した。1999年初め、2人のオウム信者、ボリス・トゥペイコ (Борис Тупейко) とアレクサンドル・シェフチェンコ (Александр Шевченко) が彼の構想に加わった。こうして、麻原を解放し、彼をロシアに連れ出す任務を帯びたグループが誕生した。
このためには、金と武器が必要とされた。当初、彼らは、知人から1万2千ドルを借り受けた。当初、トゥペイコはトカレフTT-33（TT拳銃、いわゆるトカレフ）とカラシニコフAK47S自動小銃、およびその弾倉2個以上と弾薬を調達した。しばらく後に、もう1挺のTT拳銃が調達された。武器の点検のため、グループ構成員は郊外に出て、銃を試射した。
電気工学に明るく、破壊工作員としてグループに加わったシェフチェンコは、かなり高度な電気信管を設計した。これは、携帯電話を使った遠隔操作で起爆させるものであり、携帯電話の電波の通じるところなら、世界のどこからでも信号を送ることができたということになる。

### 資金調達と爆弾製造
その後、シガチョフは資金不足を実感し、インターネットを通して日本の信者と連絡することに決めた。シガチョフは、ウィーンでキーレーンの元団長石井紳一郎と会見し、3万ドルを受け取り、モスクワに戻った。後には、さらに9万ドルの援助を受けている。
シガチョフは、日本への交通の便からウラジオストクをテロ準備の拠点に選び、2か所のアパートを借りた。ところが、ここで爆弾製造担当のシェフチェンコがメンバーから外れた。4基の起爆装置が残されていたが操作が複雑で、シェフチェンコ以外には取り扱えなかった。シガチョフは、インターネットを通して遠隔で電気パルスを発生できる電子装置の製造を注文した。シガチョフの注文を見た専門家はそれが爆弾製造用であることを見抜き、知り合いの沿海地方内務局の捜査官に通報した。
民警職員は2か所のアパートの住所を直ちに特定し踏み込んだが、アパートは平穏そのもので異常はなく、シガチョフは必要な書類を全て揃えていた。シガチョフは用心のため新しいアパートに転居し、全ての武器を運び出した。民警職員の家宅捜索は成果を収めなかったが、ウラジオストクへのオウム真理教信者出現の知らせは連邦保安庁（FSB）沿海地方局の耳にも入り、グループ構成員、その連絡および意図の特定に乗り出した。
その間、シガチョフは計画を立案し続け、インターネットを通してウラジオストク在住の2人のオウム信者、ヴォロノフとユルチュクと接触した。両者は日本のタイヤを売るビジネスに従事していた。シガチョフは両者に計画を打ち明け、2人ともグループに加わった。
2月〜3月、グループはアパートを変え、シガチョフはウボレヴィッチ通りに、残りのメンバーはトゥハチェフスカヤ通りのアパートに居住した。間もなく、アパートの近くのガレージ協同組合から倉庫を借り、調達した武器類を格納した。

### 上祐史浩による説得とロシア当局への告発
1999年12月に、シガチョフの奪還計画が日本の麻原の娘・松本麗華に伝わった。「事態の深刻さを理解していない彼女は、シガチョフを『なんと帰依の深い信者がいるのか』と称賛し、その言葉がシガチョフに伝わった。その娘は、一時的に麻原の後継者とされた子だ。彼は、奪還計画に宗教的なお墨付きを得たと感じたに違いない」。1999年12月末に上祐史浩が広島刑務所から出所すると、日本人の幹部信者が、1995年3月のサリン事件頃までロシアのオウム真理教を担当しシガチョフを知る上祐に事の次第を相談、上祐はただちに、シガチョフを称賛した麻原の娘・松本麗華を説得し、彼女は、シガチョフに麻原の奪還計画に反対するメッセージを送った。上祐もメールや電話で、1995年に麻原が（逮捕阻止や奪還のための）破壊活動を停止するよう指示した事実を伝えるなどして、説得を試みた。その結果、シガチョフは、日本側に奪還テロ計画の断念を伝えるに至る。
しかし、上祐史浩に伝えられたシガチョフの計画断念の姿勢は表向きのものにすぎず、内実は、密かに奪還テロ計画を進めていることが、シガチョフのグループ内で奪還テロに疑問を感じた一人から、知り合いのロシア人信者を通じて、秘密裏に上祐に内部告発があった。その後、内部告発を受けたことをシガチョフに隠し、告発者を監視役としてそのグループ内にとどめつつ情報収集を続け、シガチョフへの説得も継続したが、シガチョフの姿勢が変わっていないことが告発者から報告されてきた。
2000年3月に、シガチョフがすでに一度来日していたことが上祐史浩に伝わると、上祐はロシアの捜査当局に自体を相談・告発し、シガチョフグループの摘発・拘束と日本への出国の禁止を要請した。

### シガチョフの来日
シガチョフは、現地偵察のために観光ビザで2000年3月2日に日本に入国した。（他のメンバーもシガチョフ同様、数度日本に入国している）青森市・新潟市・東京などにおいて、爆弾の設置に適した人口密集地・休憩場所・爆弾の保管場所を選定し、その写真を撮影した。
沿海地方に戻った後、トゥペイコと共に麻原脱出用の小型船舶操縦免許を取得した。トゥペイコは、中国製目覚まし時計を利用した7個の起爆装置を組み立てていた。ところが、組立作業中にミスにより雷管が暴発し、トゥペイコは病院に運び込まれた。トゥペイコは、事故現場に駆けつけた民警職員に尋問されたが、適当な話をでっち上げてその場をごまかした。この後、武器と爆弾は別の場所に移された。計画では、シガチョフとトゥペイコは飛行機で、船員パスポートを有するヴォロノフは船で日本に潜入する予定だった。6月13日、武器と爆弾がアパートに運び込まれ梱包された。
いっぽう、日本では、上祐史浩がシガチョフの監視を続けさせていた他のロシア人信者から「シガチョフがロシアを出国して日本に向かう」と緊急連絡を受けた。上祐史浩は、同年３月に、ロシアの捜査当局に事態を相談・告発し、シガチョフグループの摘発・拘束と日本への出国の禁止を要請していたので出国などありえないと思っていたという。

### 上祐史浩による警視庁公安部への緊急通報
上祐史浩は、「どう対応するべきか、私は一瞬悩んだ。シガチョフは、来日して、私たちに会いたいと言ってきていた。会って説得できれば、これ以上事件を表沙汰にしなくて済む。しかし、内部告発の情報が正しければ、直接会っても、彼は表向きは奪還テロの実行を否定し続けるだけだ。さらに、自分の求心力を高めるために、私に会った事実だけを、彼が利用することもあり得る。そのうえ日本当局からは、奪還テロの直前に私とシガチョフが謀議したのでは、というあらぬ疑いを持たれかねない。」と悩んだ挙句、入国阻止を優先し、警視庁公安部に電話で緊急通報し、シガチョフという非常に危険な人物が入国を図っているので、入国を阻止するように強く要請、警視庁はシガチョフへの監視を開始した。

### シガチョフの入国と、上祐史浩と警視庁・県警によるシガチョフ・チェイス
まず東京入国管理局(新潟空港のある新潟県を管轄)と交渉して入国を阻止しようとした。しかし入管は入国を認めてしまう。上祐は警視庁公安部と連絡をとりつつ、信者を派遣して24時間行動確認を行なう。
同年6月22日、シガチョフはウラジオストクから新潟空港へ入り、日本でのテロ行為の準備を行なおうとした。シガチョフは福岡に移動し、さらに当時開かれようとしていた九州・沖縄サミット会場の沖縄へ向かうつもりだったが、警視庁・福岡県警の説得により、自由な行動が不可能であると悟り、断念。新潟に戻り、6月25日に帰国するが、他のメンバーがどういう経緯でロシア当局に確保されたのかは不明。ユルチュクに限っては確保されるまでは逃走経路は全くわかっていない。

### 各々の逮捕
日本側からの制止にも拘わらず、シガチョフを思いとどませることはできなかった。2000年6月28日、シガチョフはFSB職員と接触し、日本に対するテロ行為の意図について表明した。7月4日、FSB沿海地方局の捜査官によりシガチョフは逮捕され、後にヴォロノフとトゥペイコも逮捕されたが、ユルチュクは逃亡に成功した。ユルチュクは指名手配され、1年後の2001年7月13日に極東・沿海地方のウラジオストクで逮捕された。
シガチョフは獄中でも麻原信仰を続けていたとみられる。

## 裁判
2002年1月23日、ロシア沿海地方裁判所は、5人の被告に対して、自由剥奪（懲役刑）など、以下の判決を下した。
- ドミトリー・シガチョフ：自由剥奪8年
- ボリス・トゥペイコ：自由剥奪6年6か月
- ドミトリー・ヴォロノフ：自由剥奪4年6か月
- アレクサンドル・シェフチェンコ：自由剥奪3年（執行猶予）
- アレクセイ・ユルチュク：集中監視を有する特殊精神病院での強制治療

刑期は、2000年7月1日から起算。